# The Story of a Young Heart
The Story of a Young Heart è il terzo album in studio del gruppo new wave britannico A Flock of Seagulls, pubblicato nel 1984.

## Tracce
1. The Story of a Young Heart – 6:07
2. Never Again (The Dancer) – 5:05
3. The More You Live, the More You Love – 4:10
4. European (I Wish I Was) – 4:26
5. Remember David – 4:06
6. Over My Head – 3:55
7. Heart of Steel – 5:45
8. The End – 3:34
9. Suicide Day – 5:20